# Höhscheider Bach (Nacker Bach)
Der Höhscheider Bach ist ein Fließgewässer in der bergischen Großstadt Solingen. Er ist nach den drei gleichnamigen Hofschaften sowie dem Höhscheider Hof benannt, die auch dem heutigen Stadtteil den Namen gaben.

## Geographie

### Verlauf
Der Höhscheider Bach entspringt in einer Quelle in einer Grünfläche nördlich der Helsinkistraße im Solinger Stadtteil Höhscheid. Er fließt in weiten Teilen durch ein kleines, bewaldetes Bachtal zwischen zwei Höhenrücken. Die Länge des Bachs wird mit 2,3 Kilometern angegeben. Geologisch entwässert der Bach zwei kleinere Höhenzüge des Ohligser Terrassenriedels, nämlich die beiden Höhscheider Riedel. 
Der Bach folgt in seinem Verlauf grob der Bundesstraße 229 in südwestliche Richtung. Er passiert dabei die Orte Obenhöhscheid, Höhscheider Hof, Mittel- und Untenhöhscheid und nimmt am Irler Hof das Wasser aus dem kleinen linksseitigen Zulauf Irler-Hof-Bach auf. Der Bach fließt weiter nördlich an Kohlsberg und Brachen vorbei, ehe er unterirdisch die Leichlinger Straße quert, die als Kreisstraße 1 ausgewiesen ist. Westlich der Straße mündet der Höhscheider Bach schließlich linksseitig in den Nacker Bach.

### Zuflüsse
- Irler-Hof-Bach (links), 0,1 km[8]

## Naturschutz
Das Höhscheider Bachtal wurde 2006 in seinem kompletten Verlauf von der Quelle bis zur Mündung als Teil des Landschaftsschutzgebietes Zentrale Höhenrücken und Bachtäler im Solinger Landschaftsplan erfasst.